# Parnara
Parnara is een geslacht van vlinders van de familie van de dikkopjes (Hesperiidae), uit de onderfamilie van de Hesperiinae. De wetenschappelijke naam van dit geslacht is voor het eerst voorgesteld door Frederic Moore in een publicatie uit 1881.

## Soorten
- P. amalia (Semper, 1879)
- P. apostata (Snellen, 1880)
- P. bada (Moore, 1878)
- P. batta Evans, 1949
- P. ganga Evans, 1937
- P. guttata (Bremer & Grey, 1852)
- P. monasi (Trimen, 1889)
- P. naso (Fabricius, 1798)
- P. ogasawarensis Matsumura, 1906